# Carlotta Truman
Carlotta Truman (Garbsen, 19 oktober 1999) is een Duits zangeres. 
Samen met Laura Kästel vormde ze het duo S!sters, dat in 2019 Duitsland vertegenwoordigde op het Eurovisiesongfestival in Israël. Na het songfestival bestond de band nog bijna een jaar, tot deze in februari 2020 werd opgeheven.
Truman speelt ook met haar band Carlotta & The Truman Show, en studeert aan het Music College in Hannover.
- MusicBrainz: 58b3afa9-fb13-417c-bcbd-8eea842bd8a8